# 中つ国 (トールキン)
中つ国（、英語: Middle-earth）は、J・R・R・トールキンの物語作品における架空世界で、彼のほとんどの物語が起こったとされている場所である。

## 概要
この「中つ国（Middle-earth、ミドルアース）」という言葉は、『ホビットの冒険（The Hobbit）』、『指輪物語（The Lord of the Rings）』そして『シルマリルの物語（The Silmarillion）』の中で描かれた全世界に非公式に適用されることもあるが、 もっと適切には、エンドール（Endor）あるいはエンノール（Ennor）とクウェンヤやシンダール語などのエルフ語で呼ばれた、その主要な大陸だけを示すのに使われた。
中つ国の設定はしばしば別世界であると思われるが、実際は地球の歴史上の架空の期間、6000 - 7000年前の設定とされる。トールキンは、中つ国が私たちの地球であるといくつかの手紙 (The Letters of J. R. R. Tolkien) の中ではっきりと主張していた。本で書かれているのは、大陸の北西が大部分であり、現代のヨーロッパに対応する。中つ国の東および南に関してほとんど知られていない。
中つ国の歴史はいくつかの時代に分割される。『ホビットの冒険』そして『指輪物語』は第三紀の終わり頃のことを扱っていて、一方『シルマリルの物語』は主に第一紀の出来事を扱っている。その世界はもとは水平だったが、第二紀終わりの近くに創造者イルーヴァタールの介入により丸くなった。
中つ国についての知識の多くは、トールキンが生前に出版しなかった著述に基づいている。著述に含まれている多くの中つ国の伝説は、トールキン・ファンの大部分によって「正典」と見なされている（何をもって正典とするかは、中つ国の正典を参照）。

## 名前
「中つ国（Middle-earth）」という言葉はトールキンの独自のものではなく、古英語でmiddanġeard、中英語でmidden-erdあるいはmiddel-erdとして存在した。古ノルド語ではミズガルズ（Miðgarðr）と呼ぶ。Mediterranean Sea（地中海）のMediterraneanという単語はmedi「中の」とterra「大地」という二つのラテン語の語幹に由来する。middanġeardは『ベーオウルフ』の詩にも複数回現れる。J・R・R・トールキンの着想および出所の議論も参照のこと。より古い用法についてはミズガルズと北欧神話を参照。
トールキンは以下の断片からも着想を得た。
Eala earendel engla beorhtast / ofer middangeard monnum sended.
（現代英語での訳） Hail Earendel, brightest of angels / above the middle-earth sent unto men.
キュネウルフ (Cynewulf) の詩「クリスト」 (Christ I) より。earendelの名前（それは「明けの明星」を意味することもあるが、いくつかの文脈の中ではキリストの名前だった）はトールキンの航海者エアレンディル（Eärendil）の着想を与えた。
この名前は、『ホビットの冒険』、『指輪物語』、『シルマリルの物語』および関連著作で、トールキンによって意識的に「外なる陸地」Outer Landsや「大陸」Great Landsという古い用語を徐々に置き換えていった。
トールキン自身は書簡で「中つ国（Middle-earth）」がギリシャ語のοικουμένη（oikoumenē）の特定の用法と同じであると記した。この用法では、oikoumenēはいわゆるエクメーネのように「人間の居住地」であるとトールキンはいう。
中つ国という言葉はいくつかの方法で解釈することができる。
- oikoumenēとして[1]、
- 行く事のできない、西方のアマンと東方の太陽の国Sun-landsの「中間」middleの土地、
- 天上界（アマン）と地獄アングバンド（地理的にタルタロスと同じ位置であった）の間の「中間」middleの地域、
- ヴァイアの海の「上」で、太陽、月および星がある空の「下」の固い大地。

熱心な空洞地球論者のなかには言葉を彼らなりに解釈して、トールキンが地球空洞説を参考にしたと信じているが、しかし、トールキンの著述にこれを裏付けるものはない。
「中つ国（Middle-earth）」は一般のメディアでは、Middle EarthやMiddle-Earthなどとよく誤って綴られている。和訳では「なかつくに」と読むとしているが、「なかつこく」という誤った読みもみられる。

## 世界
「中つ国」は厳密には（どちらも「中の地」を意味する、エルフ語クウェンヤのエンドール Endorやシンダール語のエンノール Ennorと呼ばれた）特定の大陸を示す。つまりユーラシアそしてアフリカであるが、この言葉は地球（アルダ）、あるいは物語が起こる全宇宙（エア）を指してしばしば使われる。
中つ国の各地域を気候学、植物学、動物学等の類似性を基に実際の地球とおおまかに対応させると、ホビット庄は温和なイングランド、ゴンドールは地中海のイタリアやギリシア、モルドールは乾燥したトルコそして中東、南ゴンドールは北アフリカの砂漠、ロヴァニオンは東ヨーロッパの森林と西と南のロシアの大草原、そしてフォロヘル氷湾はノルウェーのフィヨルドとなる。
トールキンは、仮にホビット庄と裂け谷の緯度をオックスフォードあたりだとすると、そこから600マイル南にあるゴンドールのミナス・ティリスの緯度はフィレンツェに、アンドゥインの河口とペラルギアはトロイの緯度に相当すると述べている。
『ホビットの冒険』と『指輪物語』は、ビルボ、フロドおよび他のホビットのライフワークという体裁で発表された。それらは西境の赤表紙本という架空の書物の抜粋の体裁を取った。中つ国が、遥か有史以前の想像上の時代の北西ヨーロッパと想定されていることは明らかである。そうすると地理的位置から、ホビット庄はイングランドによく似ている。シェイクスピアの『リア王』やロバート・E・ハワードの『英雄コナン』シリーズのように、物語は、歴史上の実在しない期間に設定されている。
トールキンは、この地の言語学、神話および歴史について広範囲に書いて、これらの物語のために背景を形作った。ほとんどのこれらの著述は、『ホビットの冒険』と『指輪物語』を例外として、彼の息子クリストファが死後に編集し出版した。それらの中で特筆すべきは『シルマリルの物語』で、ヴァリノールやヌーメノールやその他の地と同様に中つ国も含む、より広範な宇宙論を展開する。同じく注意すべきは、『終わらざりし物語』と12巻および別巻索引からなる『中つ国の歴史』シリーズで、それは彼の生涯の初期の草稿から最後の著述までトールキンの著述の発展の過程を詳述すると同時に不完全な物語や小論も含んでいる。

## 宇宙論
トールキンの宇宙の最高の神性はエル・イルーヴァタールと呼ばれる。原初、イルーヴァタールはアイヌアと呼ばれる精霊を創造し、神の音楽に専念させた。アイヌアのメルコールはトールキンにとってサタンに対応する物であり、調和を壊した。イルーヴァタールはそれに対して、アイヌアの理解を超えた音楽を広げる新しい主題を導入した。それらの歌の本質は、まだ作られていない宇宙、およびそこに居住するべき人々の歴史を確立することだった。
その後、イルーヴァタールはエア（Eä）を創造した。この語は「存在する世界」すなわち宇宙を指し、また「存在せよ」というイルーヴァタールの言葉でもある。アイヌアはエアの内にアルダ、大地を形成し、「虚空の内側に創造した」。世界と大気は虚空（Kuma）とは別のものとされた。最も強力な15人のアイヌアが、アルダを形作り管理するためにやって来て、ヴァラールと呼ばれた。
第一紀と第二紀の中頃までの世界は、第三紀と第四紀の世界と根本的に異なる。第一紀にアルダは水平な世界で、「とり囲む海」（ヴァイア）に浮かぶ船あるいは島として表されて、「とり囲む海」はアルダの下の水および上の空気よりなる。太陽と月、そして金星を含むいくつかの星も同様にヴァイアの内の軌道をたどり、虚空から分かたれたアルダの一部であるとされる。
第二紀の終わりのヌーメノールの没落の後の宇宙の激変で、宇宙論は根本的に変更され、アルダがわれわれの世界の地球に非常に似た球状の世界に変えられた。大陸のアマンは世界から取り除かれ、新しい国は古い国の「下に」作成された。

## 種族・人種等
中つ国にはいくつかの知的な種族が住んでいる。最初にあったのはアイヌアで、イルーヴァタールによって創造された天使のような存在である。アイヌアはイルーヴァタールを助け、アイヌリンダレすなわち「アイヌアの音楽」と呼ばれた宇宙哲学的な神話の中でアルダを創造する。アイヌアのうちのいくらかはその後アルダに入り、これらの中で最も偉大な者たちはヴァラールと呼ばれる。中つ国における邪悪の具現であるメルコール（後に「モルゴス」と呼ばれた）は最初はヴァラールのうちの1人だった。
アルダに入った下位のアイヌアはマイアール(これは複数形で、単数形はマイア)と呼ばれる。第一紀に登場したマイアの主要な例はエルフの王シンゴルの妻のメリアンである。第三紀に登場するガンダルフ等の（人間に魔法使いと呼ばれた）イスタリもまたマイアールであるといわれる。バルログや冥王サウロンという邪悪な者たちもまたマイアールであった。
その後、イルーヴァタールの子らがやって来る。イルーヴァタールのみの手によって創造された知的な生物で、エルフと人間を指している。『シルマリルの物語』は第一紀そしてそれ以前を扱っているのでエルフつまり長子が主に描かれているが、人間も中盤から現れる。
ヌーメノールの没落の物語は第二紀にあったとされ、第一紀にエルフの友人だった人間の子孫について取り扱う。彼らの子孫が、『指輪物語』に現れる第三紀のアルノールそしてゴンドールの人間である。ホビットも人間からの分かれたとの説もある。
ドワーフは、イルーヴァタールによってではなく、ヴァラールのアウレによって創造され、伝説の中の特別な位置を占める。しかしアウレは生命を与える事はできなかったので、作ったドワーフをイルーヴァタールに嘉納して、イルーヴァタールはドワーフに生命と自由意志を与えた。エント（木の牧者）もまた、ヤヴァンナからドワーフとバランスを取ることを要求されたイルーヴァタールが創った。
オークとトロルは、モルゴスが生じさせた邪悪な生物である。それらは独自の創造物ではなくエルフとエントの「まがい」である。それらの本当の起源は不確かであるが、少なくともそれらのうちのいくらかは堕落したエルフや人間から生じさせた。
知性のある動物も現れる。鷲やヴァリノールからやってきた大いなる猟犬フアン、巨狼、魔狼等がその例である。鷲はエントと共にイルーヴァタールが創ったが、一般にはこれらの動物の起源および性質については詳しく言及されていない。可能性としては、動物の形をとっているマイアールかもしれないし、あるいはマイアールと動物の子孫なのかもしれない。

## 言語
トールキンは、元々は彼の人工言語の構成の副産物として『シルマリルの物語』を書き始めた。彼は2つの主要な言語を考案した。それらは、ヴァリノールに居住したエルフが話したクウェンヤ、そしてベレリアンドにとどまったエルフによって話されたシンダール語の2つである。これらの言語の間には関連があり、それら両方の祖形として共通エルダール語が仮定されている。
その他のこの世界の言語は次の通りである。
- アドゥーナイク - ヌーメノール人が使った。
- 暗黒語 - サウロンが彼の奴隷が話す言葉として考案した。
- クズドゥール - ドワーフが使った。
- ローハン語 - ロヒアリムが使う。 - 『指輪物語』の中では古英語に置き換えられている。
- 西方語 - 「共通語」。- 同じく英語に置き換えられている。『指輪物語』では、互いに異なる部族のオークたちが意思疎通のために、（ホビットたちにも理解できる）西方語を用いていた。
- ヴァラール語 - アイヌアが使った。

## 歴史
中つ国の歴史は3つの時代に分割され、灯火の時代、二本の木の時代 、太陽の時代と呼ばれている。太陽の時代はさらに細分され、ほとんどの中つ国の物語は、太陽の時代の最初の3つの紀に起こる。
灯火の時代はヴァラールがアルダを創生した直後に始まった。ヴァラールは世界を照らす2つの灯火を創った。ヴァラールのアウレは巨大な塔の1つを北の端に、もう1つを南の端に創った。ヴァラールはそれらの中間の島アルマレンに住んだ。メルコールが2つの灯火を破壊することで灯火の時代は終わる。
二本の木の時代は、ヴァラールのヤヴァンナが二本の木を作ったことで始まる。木の放つ光はアマンを照らし、薄明かりの中に中つ国を残した。中つ国の東のクイヴィエーネン湖の辺りでエルフは目覚め、すぐにヴァラールが彼らを見いだした。エルフの多くは、西方のアマンへ「大いなる旅」に行くように説得されたが、彼らの全てが旅を終えるとは限らなかった（エルフの分裂参照）。ヴァラールはエルフを虐げていたメルコールを捕らえたが、三期の後、改悛したように見えたので解放した。だがメルコールはエルフの間に大きな不和の種をまき、公子フェアノールとフィンゴルフィンの間にいさかいを起した。そして、2人の父フィンウェ王を殺害し、保管庫からシルマリルを盗んだ。シルマリルは、フェアノールが巧妙に作った三個の宝石で、その中に二本の木の光を含んでいた。メルコールは木自身も破壊して、二本の木の時代は終結する。
フェアノールと彼の一族は、メルコールを「モルゴス」（黒い敵）と呼んで呪いながら、後を追って中つ国のベレリアンドに向かった。さらにもっと大きな軍勢をフィンゴルフィンが率いて続いた。彼らはテレリの港街アルクウァロンデに達したが、テレリは船の供与を拒絶した。フェアノールの軍勢は、同族を殺害してまで盗んだ船で航海し、置き去りにされたフィンゴルフィンの軍勢は、最北のヘルカラクセ海峡の氷山を踏んで海を渡ることになった。中つ国の戦いでフェアノールは殺害されたが、彼の息子たちやフィンゴルフィンは生き残り、王国を設立した。
ヴァラールが、枯れた二つの木の最後の果実と花から太陽と月を作り、太陽の時代の第一紀が始まった。新しい種族「人間」が目覚めたのもこの時代である。いくつかの大きな戦いの後に、1つずつエルフの王国は陥落し、ゴンドリンの隠れ王国さえ失われた。自由の民に残されたシリオンの河口の居留地にエアレンディルがいて、その妻エルウィングがシルマリルを保持していた。それは、かの女の祖父母であるベレンとルーシエンがモルゴスの王冠から奪還したものであった。しかし、フェアノール一族は力づくでシルマリルを彼らのものにしようとした。エアレンディルとエルウィングはシルマリルを持って大海を横切り、ヴァラールに赦しと援助を求めた。それらの願いは聞き入れられて、メルコールは虚空へ追放され、彼の所業の大部分は破壊された。これには恐ろしい代償が必要だった。ベレリアンド自体が破壊され、海の下へ沈み始めた。
これが中つ国の第二紀の始まりである。ヴァラールに忠実なままだった人間は、大海の西にヌーメノールという島を故郷として与えられ、一方、エルフは西方へ帰ることを赦された。ヌーメノール人は偉大な船乗りになったが、エルフの不死を羨むようにもなった。その間に、中つ国では、モルゴスの副官であったサウロンがまた活動を始めていた。彼はエレギオンのエルフの金銀細工師と指輪の技において協力し、そして全てを統べる一つの指輪を造った。エルフはこれに気づき、彼らの指輪を使うのを止めた。
最後のヌーメノールの王アル＝ファラゾーンは強大な軍により、サウロンさえ降伏させ、人質として連れ帰った。しかしサウロンは、不死の国を攻めて永遠の命を奪い取るように王をそそのかした。ヴァラールにまだ忠実だったエレンディルと、息子のイシルドゥアとアナーリオンは中つ国を目指して東へ逃れる準備をした。王の軍勢がアマンに降りたった時、ヴァラールはイルーヴァタールに介入を要求した。世界は変更され、中つ国からアマンへの「まっすぐの道」は閉ざされ、エルフ以外には通れなくなった。ヌーメノールは完全に破壊され水没し、それと共にサウロンの身体も失われたが、彼の精神は持ちこたえ中つ国に逃れた。エレンディルと彼の息子は中つ国に逃れ、アルノールとゴンドールの両王国を設立した。サウロンは復活を遂げたが、人間とエルフは「最後の同盟」を結び、彼を打ち破った。1つの指輪はイシルドゥアが奪ったが破壊せず、後にそれは行方不明になった。そのため、サウロンは完全には滅びなかった。
第三紀にはアルノールとゴンドールの両王国の興隆と衰退があった。『指輪物語』の時代、かなりの力を回復したサウロンは、完全となるために1つの指輪を求めていた。彼は、あるホビットが所有していることを発見し、9人の指輪の幽鬼をその探索に送りだした。指輪所持者フロド・バギンズは裂け谷まで旅し、そこでの会議で、滅びの山の火に指輪を投げ込んで破壊することが決定した。フロドは8人の仲間（指輪の仲間）とそのための旅に出た。最終的に指輪は破壊され、フロドと彼の仲間のサム・ギャムジーは英雄として賞賛された。サウロンは永久に消滅し、彼の精神も消え失せた。
第三紀の終了は、エルフの時代が終わり、人間の時代の始まることを意味した。第四紀が始まると、中つ国に留まっていたほとんどのエルフはヴァリノールに去って二度と戻らなかった。残った少数は衰えて、結局消えてしまうのである。ドワーフも同様に減少した。敵の創造物はほとんど一掃され、ゴンドールの南にも東にも平和が戻った。やがて、第一紀や第二紀の物語は伝説になり、それらの背後の真実は忘れられた。

## 書籍

### トールキンによる作品
- 1937年　『ホビットの冒険』The Hobbit or There and Back again
  - ホビットのビルボ・バギンズが古のドワーフの王国を竜スマウグから奪還する遠征で、ドワーフおよび魔法使いガンダルフの仲間になる。
- 1954年　『旅の仲間』The Fellowship of the Ring（『指輪物語』The Lord of the Rings第一部）
  - ビルボの甥であり養子のフロド・バギンズが一つの指輪を廃棄するための旅に指輪の仲間と共に出発する。
- 1954年　『二つの塔』The Two Towers（『指輪物語』第二部）
  - 一行は離散して、フロドとサムは旅を継続する。一方アラゴルン、ギムリそしてレゴラスは彼らの友達を救出し、ローハン王国を救うために戦う。
- 1955年　『王の帰還』The Return of the King（『指輪物語』第三部）
  - フロドとサムはモルドールに達して指輪を破壊し、アラゴルンはゴンドールへ到着し王位を取り戻す。
- 1962年　『トム・ボンバディルの冒険』The Adventure of Tom Bombadil and Other Verses from the Red Book
  - 『農夫ジャイルズの冒険　トールキン小品集』2002年 ISBN 4-566-02110-6 所収
  - 『指輪物語』に関連する詩集。
- 1967年 道は続くよどこまでも The Road Goes Ever On
  - ドナルド・スワン作曲の連作歌集。長らく絶版だったが、2002年に再版された。

### トールキンの遺稿をクリストファが編集した作品
1973年、トールキンは死去。その後の作品は全てクリストファ・トールキンが編集した。『シルマリルの物語』だけが完成した作品として出版された。他は註釈および色々な草案の収集である。
- 1977年 『シルマリルの物語』The Silmarillion
  - 『指輪物語』の以前の上古の時期の歴史で「ヌーメノールの没落」や第三紀末の出来事の要約を含む。
- 1980年 『終わらざりし物語』 Unfinished Tales of Númenor and Middle-earth
  - 完成しなかったために『シルマリルの物語』や『指輪物語』から除かれた、物語および論考集。

『中つ国の歴史』シリーズ
- 1983年 The Book of Lost Tales 1
- 1984年 The Book of Lost Tales 2
  - 伝説体系の最初の版、その後ほとんどに改訂され書き直された多くの着想を導入した。
- 1985年 The Lays of Beleriand
  - 二つの長編詩 (ベレンとルーシエンそして トゥーリンの物語に関してのレイシアンの詩）
- 1986年 The Shaping of Middle-earth
  - 『新シルマリルの物語』に向けての第1段階
- 1987年 The Lost Road and Other Writings
  - ヌーメノールの出現およびその没落
- 1988年 The Return of the Shadow (『指輪物語の歴史』The History of The Lord of the Rings v.1)
- 1989年 The Treason of Isengard (The History of The Lord of the Rings v.2)
- 1990年 The War of the Ring (The History of The Lord of the Rings v.3)
- 1992年 Sauron Defeated (The History of The Lord of the Rings v.4)
  - 『ホビットの冒険2』から『シルマリルの物語』の続編にふさわしくなるまでの、『指輪物語』の発展。Sauron Defeatedには、さらに、ヌーメノール伝説の一層の展開を含んでいる。
- 1993年 Morgoth's Ring (『新シルマリルの物語』The Later Silmarillion v.1)
- 1994年 The War of the Jewels (The Later Silmarillion v.2)
  - 『指輪物語』出版の後『シルマリルの物語』を書き直すことが公表された。これらは大変動のきざしを含んでいて、宇宙哲学的な神話全体が問題になった。
- 1996年 The Peoples of Middle-earth
  - 言語についての論考と同様に様々な民族についての詳細な情報を提供する様々な後期の著述
- 2002年 The History of Middle-earth Index
  - 総索引

中つ国のその他のシリーズ
- 2007年 The Children of Húrin
- 2017年 Beren and Lúthien
- 2018年 The Fall of Gondolin

### トールキン以外の作品
トールキンおよび彼の世界に関する本は膨大であるが、ごく一部を紹介する。
- 1978年 The Complete Guide to Middle-earth ISBN 0345449762 ロバート・フォスター

一般に優れた参考図書と認められている。この本には『終わらざりし物語』と『中つ国の歴史』シリーズの情報は入っていないので、この辞典での「正典」の選択とは異なることもある。
- 1981年 『「中つ国」歴史地図 』The Atlas of Middle-earth カレン・ウィン・フォンスタッド著
  - 『「中つ国」歴史地図』― トールキン世界のすべて　琴屋草訳　評論社　2002年　ISBN 4566023753

『ホビットの冒険』、『指輪物語』、『シルマリルの物語』、『終わらざりし物語』の地図書。1991年に改訂された。日本語版は改訂版の翻訳。
- 1981年 『フロドの旅』　バーバラ・ストレイチー著 ISBN 0261102672
  - 『フロドの旅』―「旅の仲間」がたどった道　伊藤盡訳　評論社　2003年 ISBN 978-4566023765

『指輪物語』の地図書
- 1983年 The Road to Middle-earth Tom Shippey著 - トールキンの同僚の言語学者から見た物語の文学的な分析。最終改訂は2003年。
- 2002年 The Complete Tolkien Companion ISBN 0330411659, J・E・A・タイラー

『ホビットの冒険』、『指輪物語』、『シルマリルの物語』、『終わらざりし物語』の内容を踏まえた参考書。2つの初期の版に較べ本質的に改善されている。
- 2007年 The History of The Hobbit ISBN 0618964401, ジョン・D・レイトリフ

『ホビットの冒険』の研究書。

## 関連作品

### 映画
手紙(202)の中でクリストファ・トールキンにJ・R・R・トールキンは彼の作品の映画化に関する方針は「芸術か金か」だと述べている。1969年、突然税金の督促を受けた彼は、『ホビットの冒険』と『指輪物語』の映画化権をユナイテッド・アーティスツに売った。その権利は、現在、『シルマリルの物語』 や他の作品の映画化権を保持しているトールキン財団とは関係のないミドルアース・エンタープライズにわたっている。
最初の映画化は1977年の『ホビットの冒険』で、ランキン=バス・スタジオが製作した。これは初め合衆国でテレビ放映された。
翌1978年、『指輪物語』のタイトルで映画がリリースされた。製作、監督はラルフ・バクシで、物語の前半のみのロトスコープによるアニメーション作品だった。原作に比較的忠実であったが、商業的にも成功しなかったし、批評家にも受けが悪かった。
1980年ランキン=バスは、『指輪物語』の後半をほぼ含むテレビ・スペシャルをThe Return of the Kingとして製作した。しかしながら、これは、ラルフ・バクシの映画の終わりに直接続くものではなかった。
実写版の映画化が実現するのは、1990年代になってからだった。ピーター・ジャクソン監督、そしてニュー・ライン・シネマの資金提供により製作された。
映画は興行的にも批評家の評判でも大変な成功で、併せて17のオスカーを勝ち取った（俳優以外の、英語のフィクションの実写映画に適用可能な部門全てで1つ以上）。
- 『ロード・オブ・ザ・リング/旅の仲間』(2001)
- 『ロード・オブ・ザ・リング/二つの塔』 (2002)
- 『ロード・オブ・ザ・リング/王の帰還』 (2003)

また、前日譚にあたる『ホビットの冒険』も上記三部作の好評を受け、同じく三部作として2012年から2014年にかけて公開された。
- 『ホビット 思いがけない冒険』（2012年）
- 『ホビット 竜に奪われた王国』（2013年）
- 『ホビット 決戦のゆくえ』（2014年）

### ゲーム
トールキンの作品は、ロバート・E・ハワード、フリッツ・ライバー、H・P・ラヴクラフトそしてマイケル・ムアコックらの作品と共にロールプレイングゲームに大きな影響を与えた。部分的ながら設定に影響を受けている最も有名なゲームはダンジョンズ&ドラゴンズだが、許可を受けて中つ国そのものを舞台としているゲームが2つある。Decipher社のLord of the Rings Roleplaying GameとIron Crown Enterprises社(ICE)の『指輪物語ロールプレイング』(MERP)である。
2007年には正式なライセンス契約の元、中つ国を舞台にした初のMMORPGとして『ロード・オブ・ザ・リングス オンライン』がサービスを開始した。これは原作の設定に基づいて制作されているが、原作の設定を拡張したオリジナル設定も採用されている。
Simulations Publicationsは、トールキンの作品に基づいた3つのウォー・シミュレーションゲームを製作した。War of the Ringは『指輪物語』のほとんどの出来事が収められている。Gondorはペレンノール野の戦いに焦点を合わせていて、Sauronはモルドールの門の前での第二紀の戦いを収めている。Games Workshop社で映画『ロード・オブ・ザ・リング』関連のウォー・シミュレーションゲームが現在製作されている。
コンピューターゲームAngbandはフリーのローグライクゲームの1つで、トールキンの作品からの多くの特徴や人物、怪物を導入している。トールキンの影響を受けたコンピューターゲーム最も完全なリストはにある。
これらのゲームとは別に、多くの商用コンピューターゲームがリリースされた。そのうちのいくつかはThe Hobbitのようにトールキン財団から許可を得ている。その他は映画の関連商品として許可されている。